# 双笙
双笙（2000年5月13日—），本名陈元汐，重庆市开州区人，中国大陆女歌手，曲风以古風为主。2015年，双笙在一款音乐App上发布了自己翻唱的古风歌曲《故梦》，从而在中国大陆获得了一定的关注度；同年，推出个人原创单曲《采茶纪》。2016年，发行翻唱专辑《笙声不息》。

## 经历

### 早年经历
初二时，双笙开始用社交软件直播唱古风音乐，也随着伴奏录过几首中国风的小情诗。母亲希望双笙学播音主持，以后回老家当播音员，为此还把她送到县广电局上了一段时间培训课，但双笙有自己的想法，更希望成为歌手。

### 演艺经历
2015年4月, 双笙在一款音乐App上发布了自己翻唱的古风音乐《故梦》，从而获得了一定的关注度；同年，推出个人原创单曲《采茶纪》。
2016年4月，为网游《龙之谷》演唱插曲《查尔德》；5月13日，发行专辑《笙声不息》。同年与易言、樊棋、南久合作翻唱歌曲《九九八十一》（bilibili2016年拜年祭歌曲）。
2017年3月，为电视剧《红楼梦》青春版演唱推广曲《终身误》；4月，与歌手慕寒合作，为网易网游《新倩女幽魂》六周年资料片“紫禁风云”演唱了倩女串烧歌曲《倩音流年》；发布了为漫画《笑傲江湖》原创的东方不败同人歌曲《不立传-东方不败》；9月，为手游《诛仙》演唱歌曲《玲珑问》。
2018年1月，推出原创单曲《少女净妖师》；同月，与GAI合作演唱《都市惊奇夜》；同年为手游《楚留香》演唱宣传曲《马步谣》；3月，推出个人单曲《司南歌》；8月，为电影《阴阳诀之祭情》演唱的主题曲《阴阳诀》正式上线；12月，推出个人原创单曲《谢芳菲》。
2019年2月，发行个人原创单曲《单向箭头》；5月，重制单曲《行香子》；7月，发行《宸汐缘》电视剧插曲《鸟语林》；9月为动画片《西行纪之集结篇》演唱的片尾曲《再见悟空》上线；发布为电影《罗小黑战记》演唱的印象曲《容身之所》；10月发行个人原创单曲《循》；12月，发行个人原创专辑《荆棘》，该专辑中包括《我所手植的第一捧春》、《不成诗》、《不夜之城》、《江南游记》、《穿花扑蝶曲》、《无星夜》等歌曲。
2020年1月，推出歌曲《热岛症》，与Winky诗、火火火火帝、肥皂菌合唱歌曲《年少有为》。

## 音乐作品

### 个人EP
| EP名称         | 发行时间  | 包含歌曲                                                           |
| -------------- | --------- | ------------------------------------------------------------------ |
| 《荆棘》       | 2019      | 我所手植的第一捧春、不成诗、不夜之城、江南游记、穿花扑蝶曲、无星夜 |
| 《世界不静默》 | 2021      | 世界不静默、剧目一：热恋游戏、小满、来世愿                         |
| 《朦胧诗》     | 2022      | 融化的第五个夏天、幻彩国、琥珀、给妈妈的摇篮曲                     |
| 《白日尝梦》   | 2022      | 白日忽一梦、醉花间、念堂前、我有月色                               |
| 《芸芸》       | 2023-2024 | 着眼、都无暇、不是绿洲、具名之花                                   |

### 电视剧/电影/动画/手游合作曲
| 年份   | 发行日期 | 歌曲名稱       | 电视剧/电影/动画/手游             | 备注         |
| 2018年 | 1月13日  | 少女净妖师     | (手游《少女净妖师》角色曲)        |              |
| 2018年 | 1月25日  | 马步谣         | (手游《楚留香》宣传曲)            |              |
| 2018年 | 2月19日  | 风缘           | (手游《阴阳师》人物曲)            |              |
| 2018年 | 4月15日  | 灵秀           | (电视剧《远大前程》插曲           |              |
| 2018年 | 5月25日  | 时节锦绣       | (手游《萌舞OL》锦绣人物主题曲     |              |
| 2018年 | 8月21日  | 阴阳诀         | (电影《阴阳诀之祭情》主题曲)      |              |
| 2018年 | 11月7日  | 春水积木       | (手游《仙剑奇侠传4》主题曲)       |              |
| 2019年 | 7月19日  | 鸟语林         | (电视剧《宸汐缘》插曲)            |              |
| 2019年 | 9月2日   | 再见悟空       | (动画《西行记之集结篇》片尾曲)    |              |
| 2019年 | 9月26日  | 容身之所       | (电影《罗小黑战记》印象曲)        |              |
| 2019年 | 12月1日  | 空中花园       | (电视剧《鳄鱼与牙签鸟》插曲)      |              |
| 2019年 | 12月24日 | 生世守护       | (电视剧《大明风华》插曲)          |              |
| 2020年 | 1月7日   | 烦恼别找我     | (网剧《小女上房揭瓦》片头曲)      |              |
| 2020年 | 2月12日  | 一世倾心       | (电视剧《热血同行》插曲)          |              |
| 2020年 | 2月21日  | 终于           | (电视剧《两世欢》片头曲)          |              |
| 2020年 | 4月15日  | 桃夭           | (电视剧《清平乐》插曲)            |              |
| 2020年 | 4月23日  | 流光月色       | (电视剧《天醒之路》插曲)          |              |
| 2020年 | 5月10日  | 月夜           | (网剧《传闻中的陈芊芊》片头曲)    | 与妖扬合唱   |
| 2020年 | 5月29日  | 在阳光中寻找你 | (电视剧《燃魂》推广曲)            |              |
| 2020年 | 8月10日  | 太初           | (电视剧《且听凤鸣》主题曲)        | 与徐均朔合唱 |
| 2020年 | 8月11日  | 千年之恋       | (电视剧《琉璃》插曲)              |              |
| 2021年 | 1月18日  | 漫长的告白     | (电视剧《暗恋橘生淮南》片头曲)    |              |
| 2021年 | 1月21日  | 孤心           | (电视剧《上阳赋》插曲)            |              |
| 2021年 | 3月8日   | 如梦非梦       | (微剧《如梦令》憾爱版主题曲)      |              |
| 2021年 | 3月16日  | 缘灭           | (网剧《山河令》插曲)              |              |
| 2021年 | 5月11日  | 流转莹回       | (网剧《遇龙》片尾曲)              |              |
| 2021年 | 5月20日  | NiūNiū         | (网剧《月光变奏曲》插曲)          |              |
| 2021年 | 8月12日  | 小塵           | (电视剧《與君歌》插曲)            |              |
| 2021年 | 11月12日 | 总有离人留     | (电视剧《斛珠夫人》插曲)          |              |
| 2021年 | 12月6日  | 一再一再       | (网剧《一片冰心在玉壶》插曲)      |              |
| 2021年 | 12月12日 | 忽远忽近       | (电视剧《卿卿我心》插曲)          |              |
| 2023年 | 2月16日  | 双花兒         | (电视剧《星落凝成糖》插曲)        |              |
| 2023年 | 4月6日   | 只你           | (电视剧《長月燼明·月照千峰》插曲) |              |

## 综艺节目/电视节目
| 年份   | 日期                         | 播放平台 | 节目名称                    | 备注                                       |
| 2020年 | 2020年11月1日 -2021年1月17日 | 江苏卫视 | 《蒙面唱將猜猜猜 (第五季)》 | 蒙面歌手 代号:一只表情包，于第四期成功揭面 |
| 2020年 | 12月1日                      | CCTV15   | 《影视留声机》              | 演唱歌曲《桃夭》                           |
| 2020年 | 12月15日                     | CCTV15   | 《影视留声机》              | 演唱歌曲《踮起脚尖爱》                     |
| 2021年 | 3月2日                       | CCTV15   | 《影视留声机》              | 演唱歌曲《不想懂得》                       |
| 2021年 | 4月29日                      | CCTV15   | 《影视留声机》              | 演唱歌曲《终于》                           |
| 2022年 | 10月12日                     | CCTV15   | 《影视留声机》              | 演唱歌曲《要一起》                         |
| 2022年 | 11月16日                     | CCTV15   | 《影视留声机》              | 演唱歌曲《用尽我的一切奔向你》             |
| 2023年 | 1月22日                      | CCTV15   | 《影视留声机》              | 与王东晨、张宇泽合唱歌曲《骄傲的少年》     |
| 2023年 | 5月31日                      | CCTV15   | 《影视留声机》              | 演唱歌曲《不舍》                           |
| 2023年 | 8月16日                      | CCTV15   | 《影视留声机》              | 演唱歌曲《千年之恋》                       |
| 2024年 | 10月20日                     | CCTV4    | 《环球综艺秀》              | 首唱《老街旧巷》；合唱(卡捷琳娜)《芒种》   |
| 2024年 | 11月2日、11月9日             | CETV1    | 《新歌来啦》                |                                            |

## 个人巡演

### 第一次个人巡演
- 2022年，双笙开始筹办自己的第一次个人巡回演唱会“幻彩国”。2023年3月5日，“幻彩国”巡回演唱会最后一站在苏州顺利举行。至此，双笙个人六城五站的第一次个人巡回演唱会“幻彩国”圆满收官。

| 时间       | 城市 | 地点                              | 备注                                     |
| ---------- | ---- | --------------------------------- | ---------------------------------------- |
| 2022.05.13 | 成都 | 成都麓湖水上剧场LiveHouse（原定） | 未能如约举办，发布了线上的“幻彩国”启航篇 |
| 2022.06.05 | 广州 | 声音共和LiveHouse                 |                                          |
| 2022.07.10 | 重庆 | 寅派动力                          |                                          |
| 2023.02.04 | 西安 | 星球工厂                          |                                          |
| 2023.03.04 | 上海 | 上海瓦肆                          |                                          |
| 2023.03.05 | 苏州 | 苏州山丘（红唐店）                |                                          |

### 第二次个人巡演
- 2024年，双笙举办“经过时你我相遇”个人巡演，11月2日上海场；11月23日广州场（广州中山纪念堂）；12月30日北京场（北京展览馆剧场）。

| 时间       | 城市 | 地点                   | 备注 |
| ---------- | ---- | ---------------------- | ---- |
| 2024.11.02 | 上海 | 交通银行前滩31演艺中心 |      |
| 2024.11.23 | 广州 | 中山纪念堂             |      |
| 2024.12.30 | 北京 | 北京展览馆剧场         |      |

## 奖项

### 2018年
- 网易云音乐国风极乐夜《国风音乐人最受欢迎女歌手》

### 2019年
- 少年中国国风音乐节暨青年人最喜爱的国风音乐《歌唱人奖》

### 2020年
- 5sing2019年度盛典《年度最佳女性音乐人》[3]

## 外部衔接
- 双笙的新浪微博
- 豆瓣电影上《双笙》的資料 （简体中文）
- 双笙的哔哩哔哩个人空间